# Triumfetta macrocoma
Triumfetta macrocoma là một loài thực vật có hoa trong họ Cẩm quỳ. Loài này được K.Schum. miêu tả khoa học đầu tiên năm 1902.